# Ofeq–3
Ofeq–3 izraeli második generációs optikai felderítő műhold.

## Küldetés
Feladata fotó technikájának segítségével felderítő adatszolgáltatás végzése, csekély jellegű magnetoszféra méréssel.

## Jellemzői
Gyártotta az Israel Aircraft Industries Ltd. (IAI), az Elbit Systems El- Op valamint az Izraeli Űrügynökség (ISA), üzemeltette a Hadsereg.
Megnevezései: Ofeq; Offek; Ofek (héberül: 3אופק; Horizont) COSPAR: 1995-018A; SATCAT kódja:  23549.
1995. április 5-én a Palmachim légi támaszpontról, a telepített indítóállványról egy Shavit–1 hordozórakétával állították alacsony Föld körüli pályára (LEO = Low-Earth Orbit). Az orbitális pályája 94,50 perces, 143,4 fokos hajlásszögű, elliptikus pálya perigeuma 366 kilométer, az apogeuma 694 kilométer volt. A kialakított retrográd pályaelemek lehetővé teszik, hogy a műhold naponta, mintegy hat alkalommal átrepüljön Izrael és a szomszédos országok felett. Az amerikai és az orosz műholdak egy vagy két alkalommal repülnek át a megfigyelendő terület felett.
Az űreszköz formája egy szabálytalan nyolcszögletű prizma, építési anyaga alumínium. Giroszkóppal háromtengelyesen forgás stabilizált egység (0,1 fok). Magassága 2,4, alaplapjának átmérője 1,2, fedőlapjának átmérője 0,7 méter, tömege 189 kilogramm. Felderítő feladatán túl a Föld mágneses mezejét mérte. Ultraibolya, látható képalkotó (képalkotó felbontás,  1 méter) érzékelőkkel, valamint magnetométerrel volt felszerelve. Tervezett szolgálati ideje 2-3 év. Telemetria rendszere antennái segítségével biztosította a kapcsolattartást, adatszolgáltatást. Az űreszköz felületét napelemek (16 darab) borították (kinyúló távolságuk 3,6 méter, leadott energiája 246 W), éjszakai (földárnyék) energia ellátását újratölthető nikkel-kadmium akkumulátorok (7 Ah) biztosították. A stabilitást gázfúvókákkal segítették.
2010. október 24-én 2028,25 nap (5,56 év) után belépett a légkörbe és megsemmisült.